# Vitalisme (literatuur)
Vitalisme is een stroming in de literatuur van de 20e eeuw. Vitalisme betekent zoveel als levensdrift, de drang om intens, vurig en gevaarlijk te leven.
Deze stroming is vooral een reactie op de sfeer van de neoromantiek. Het vitalisme is een afgeleide van het expressionisme: het humanitaire aspect komt op de achtergrond en hiervoor in de plaats komt een gericht zijn op het eigen innerlijk, vooral de levensdrift.
Met 'vitalisme' wordt allereerst een filosofie of levenshouding aangeduid waarin de verheerlijking van het leven om het leven centraal staat. Voor de vitalist is het hoogste doel van de mens te leven en kan boven het leven geen andere waarde worden gesteld. Het uitleven van de intuïtieve en driftmatige levensdrang is voor de vitalist de enige vorm van wijsheid.
De term vitalisme heeft ook een engere culturele en literaire betekenis. In de kern van de vitalistische levensbeschouwing zit namelijk de botsing tussen natuur en cultuur. De kernwaarden van het vitalisme zijn leven, en daarmee verbonden intuïtie, zelfbewustzijn, driftmatigheid, activiteit, strijdbaarheid. Een tweede facet van het vitalisme is daarmee nauw verbonden: de beschavingskritiek. Bij vele auteurs gaat de kritiek op de beschaving samen met een grote verering voor de natuur.
Een van de opvallendste kenmerken van de moderne literatuur sinds de romantiek is dat zij, vanuit heel diverse hoeken, de moderne beschaving en maatschappij meedogenloos aanvalt. Dit aspect van negativiteit en botsing is de voedingsbodem van het vitalisme geweest. 
Nederlandse vitalisten zijn onder anderen Herman van den Bergh, Hendrik Marsman, J. Slauerhoff, Menno ter Braak, A. den Doolaard, Jeroen Brouwers, Jan Wolkers. In België kan men onder meer noemen Jef Geeraerts, Gerard Walschap, Felix Timmermans en Hugo Claus. In het buitenland: D.H. Lawrence, Henry Miller, Norman Mailer en Ernest Hemingway.